# (7485) Changchun
(7485) Changchun (1994 XO) – planetoida z grupy pasa głównego asteroid okrążająca Słońce w ciągu 4,85 lat w średniej odległości 2,86 j.a. Odkryta 4 grudnia 1994 roku.